# Zearing
Zearing és una població dels Estats Units a l'estat d'Iowa. Segons el cens del 2000 tenia 617 habitants.

## Demografia
Segons el cens del 2000, Zearing tenia 617 habitants, 229 habitatges, i 158 famílies. La densitat de població era de 321,9 habitants/km².
Dels 229 habitatges en un 35,8% hi vivien nens de menys de 18 anys, en un 59% hi vivien parelles casades, en un 6,6% dones solteres, i en un 30,6% no eren unitats familiars. En el 28,8% dels habitatges hi vivien persones soles el 12,7% de les quals corresponia a persones de 65 anys o més que vivien soles. El nombre mitjà de persones vivint en cada habitatge era de 2,55 i el nombre mitjà de persones que vivien en cada família era de 3,13.
Per edats la població es repartia de la següent manera: un 26,6% tenia menys de 18 anys, un 7,9% entre 18 i 24, un 26,4% entre 25 i 44, un 19,3% de 45 a 60 i un 19,8% 65 anys o més.
L'edat mediana era de 38 anys. Per cada 100 dones de 18 o més anys hi havia 84,9 homes.
La renda mediana per habitatge era de 37.614 $ i la renda mediana per família de 45.156 $. Els homes tenien una renda mediana de 30.398 $ mentre que les dones 21.250 $. La renda per capita de la població era de 14.615 $. Cap de les famílies i el 3,2% de la població estaven per davall del llindar de pobresa.

## Poblacions més properes
El següent diagrama mostra les poblacions més properes.